# 세네갈
세네갈 공화국(프랑스어: République du Sénégal 레퓌블리크 뒤 세네갈[*], 영어: Republic of Senegal)은 아프리카에 있는 공화국이다. 수도는 다카르이다. 주요 도시로는 다카르, 지긴쇼르, 탐바쿤다, 투바,  디우르벨, 티에스 등이 있다.
서아프리카 서단에 위치하며 대서양과 접해 있다. 베르데곶은 아프리카 대륙의 최서단으로 유명하다. 지형은 평탄하고 북부는 건조 기후, 중부에서 남부에 이르는 지역은 하계에 강우가 있는 열대 사바나 기후이다. 주민은 월로프인(44%)·세레르족·풀라족 등의 흑인종과 북아프리카계의 무어인으로 구성되었는데 73%가 농업과 목축업에 종사하고 있다. 주민의 대부분이 무슬림(94%)이며 공용어는 프랑스어와 월로프어이다. 
옛 프랑스령 서아프리카 출신 국가로, 1960년 6월 말리와 함께 말리 연방으로서 독립했으나, 동년 8월 연방으로부터 독립해서 단독으로 공화국을 선포했다. 원수는 대통령이고, 입법부는 단원제인 세네갈 국회가 있다. 프랑스 공동체의 일원으로 친프랑스색이 짙다. 주요 산물은 땅콩과 인광석이다. 땅콩은 ‘세네갈의 황금’으로 불리며, 총수출액의 25%를 차지한다. 지하자원은 인광석 외에 보크사이트와 철광이 있다. 섬유, 식품 등의 경공업이 발달해 있으며, 무역에 있어서는 수출입 모두 프랑스에 대한 의존도가 높다. 경제적으로는 후진국이지만 독재정치도 한번도 없는 아프리카의 몇 안되는 국가이며, 계속 민주주의를 유지하고 있다. 후진국임에도 식량자원이 풍부해 굶어죽는 사람들도 별로 없다.

## 역사
1959년 4월, 프랑스령 수단(지금의 말리)과 함께 말리 연방을 결성하였고 1960년 4월 4일 말리 연방으로서 프랑스에게서 독립, 같은 해 8월 20일에 말리 연방에서 분리되어 단독 국가 세네갈 공화국이 되었다. 9월 6일, 세네갈 사회당(PSS)의 레오폴 세다르 상고르가 초대 대통령에 취임하여, 친 프랑스 온건개혁 노선으로 1980년 12월 31일까지 장기 집권하였다. 1982년 감비아와 합방하여 세네감비아연합을 선포하였으나 1989년 해체하였다.

## 지리
세네갈은 북쪽으로 세네갈강이 모리타니와 국경을 이루고 있고, 동쪽에는 말리, 남쪽에는 기니, 기니비사우와 국경을 맞대고 있다. 감비아는 세네갈의 국토로 둘러싸여 세네갈 남부 카자망스 지역을 북부와 남부로 갈라놓고 있다.
세네갈의 대부분 지역은 평평하다. 유일하게 솟아 있는 지역은 남동부에 있는 해발 400m의 푸타잘롱 산악지대의 줄기이다. 평평한 모래사장으로 덮여 있는 대서양 해변은 길이가 약 500km이고 시네 강, 살룸 강, 카자망스 강 하구의 삼각주는 넓은 맹그로브 숲으로 덮여 있다. 긴 사주, 석호, 소금이 덮인 모래 언덕이 북부 해안을 따라 펼쳐져 있다.

### 기후
건조하고 습한 계절이 나뉘는데 열대 기후가 주를 이룬다. 다카의 연중 강우량은 대략 600mm이며 6월에서 10월에 최대 기온이 영상 27도 정도로 분포한다. 12월에서 2월의 경우 최소 기온이 17 °C 정도에 머문다. 내륙지역일수록 해안가보다 더 더운 경향이 나타나며 강우의 경우 남쪽일수록 더 많이 내린다.
세네갈은, 북부 사헬 지역의 가시나무 덤불 사바나에서 독특하고 마디가 있는 바오밥과 빨간 꽃이 피는 플랑부아양 나무가 자라는 건조 사바나를 지나, 케이폭수, 야자나무, 유칼립투스, 망고 등으로 이루어진 카자망스의 습윤 사바나, 그리고 습윤 삼림 지대에 이르기까지 점진적으로 변화가 일어난다.
세네갈의 열대 기후는 연평균 최대 1,000mm의 비가 오는 긴 여름 우기가 특색이다. 그러나 북부와 북동부는 적은 양의 비가 오는 반면 남부의 카자망스는 최대 2,000mm의 비가 오는 습윤 열대성 기후이다. 또 남부의 우기는 북부보다 현저히 길다. 해안 지역에서는 차가운 카나리 해류의 영향을 받아 기온이 조금 떨어진다.

## 행정 구역
주(région)에는 군(département)이 속한다.
- 다카르주(Région de Dakar)
- 디우르벨주(Région de Diourbel)
- 파티크주(Région de Fatick)
- 카올라크주(Région de Kaolack)
- 콜다주(Région de Kolda)
- 루가주(Région de Louga)
- 마탐주(Région de Matam)
- 생루이주(Région de Saint-Louis)
- 탐바쿤다주(Région de Tambacounda)
- 티에스주(Région de Thiès)
- 지긴쇼르주(Région de Ziguinchor)
- 카프린(Région de Kaffrine)
- 세디우(Région de Sédhiou)
- 케두구(Région de Kédougou)

## 경제
농업 생산품목은 땅콩, 진주조, 면화, 쌀 등이 있는데, 특히 땅콩의 재배는 프랑스가 식민지 시대에 가지고 들어와 재배를 장려하기도 하였고, 1960년대에 독립할 무렵에는 노동인구의 87%가 종사하는 규모이었다. 어업은 참치, 문어, 오징어, 가다랑어, 새우가 중심이며, 이들의 대부분은 수출된다. 광업(인광석)과 공업은, 인광석을 원료로 하는 화학공업과 상호관계를 가지며, 관광, 서비스업이 주요 산업이다. 세네갈 영해에서의 EU 선단의 남획이 잇따르자 2002년 세네갈은 자국 영해의 어업 자원을 보호하기 위하여 EU에게 어업 부담금을 부과하기로 하였다.

## 인구
- 민족: 월로프족 43%, 세렐레족 15%, 풀라니족 14% 등 흑인이 대다수.
- 언어: 프랑스어가 공용어(2001년 헌법). 그밖에 월로프어, 세렐레어 등 각 민족 언어. 그러나, 국민의 90%가 월로프어를 할줄 알며 프랑스어를 하는 국민은 1/3에 불과해 많은 경제 및 문화 생활이 월로프어로 이뤄져 링구아 프랑카는 월로프어이다. 세네갈은 프랑스어사용국기구(프랑코포니)의 정회원국이다. 이때문에 월로프어를 공용어로 변경해야 한다는 국내적인 움직임도 있고, 해외 학자들이 월로프어를 세네갈의 공용어로 채택하면 세네갈의 발전에 도움이 된다고 제안하기도 하였다.
- 종교: 이슬람 92%, 애니미즘 등 전통 종교 6%, 기독교 2%

## 문화
프랑스의 영향 때문에 프랑스어로 쓰는 문학도 있고, 링구아 프랑카인 월로프어를 쓰는 문학도 많다. 전통음악과 현대음악을 모두 보여준다.

### 관광
세네갈은 일년 내내 관광이 끊이지 않는다. 세네갈은 서아프리카의 다른 어느 나라보다도 항공교통이 편리한 곳으로 서아프리카를 처음 여행하는 사람들이 많이 찾는 곳이다.기후와 거리가 유럽과 비교적 가까우며 역사적 관계도 깊다. 또한 동식물을 보호하기 위해 국립공원을 선정하고 문화보호정책과 관광개발정책 등을 추진함으로써 관광지로 각광받고 있다. 서쪽으로는 대서양에 접하고 남쪽의 카자망스평원은 원시림으로 둘러 쌓이고, 북쪽으로는 사하라사막의 끝자락이 이어져서 파리에서 출발하는 유명한 자동차레이스 파리-다카르 랠리의 종점이기도 한 나라이다.

#### 고레섬
고레섬은 다카르 동쪽의 3km 앞 바다에 길이 900m, 폭 300m의 작은 섬이다. 이 섬은 이전에는 노예무역의 중계지였다. 그래서 섬안의 역사 박물관에는 비참한 노예들의 역사를 보여주는 여러 가지 유물이 전시되어 있다. 노예들이 생활하고 있었던 돌로 지은 ‘노예의 집’인 문화재가 있다.

#### 생루이
프랑스의 루이 14세를 기려 이름을 붙인 곳이 셍루이이다. 셍루이에는 셍루이의 중심이기도 한 세네갈강에 떠있는 작은 섬을 끼고 우측 본토인 소르지구, 좌측에 랑고 드 바르발리라고 하는 모래톱에 위치한 응다르 투트 등이 있다. 또한 이 도시의 상징이라고 할 수 있는 다리가 이 세 지역을 연결하고 있다.쥬지 조류공원이 셍루이에 있는데 이 곳은 수만 마리의 철새들의 휴식처이다. 또한 ‘어린 왕자’의 저자 생떽쥐베리가 묵던 호텔도 있다.

## 외교
비동맹 외교 기조를 하고 있다.
- 대한관계 - 1961년 4월, 세네갈 공화국 독립경축식에는 주서독 전규홍 대사가 정부특사로 참석하였다. 세네갈 정부는 한국 사절들에게 극히 우호적인 태도와 심심한 사의를 표하였다.[12] 양국은 1962년 수교하였으며 1988년 하계 올림픽에서 선수와 임원단을 서울특별시에 파견하였고 2002년 FIFA 월드컵 때에는 본선에 처음 진출하여 옛 지배국이었던 프랑스와 서울월드컵경기장에서 열렸던 개막전에서 승리한 적이 있다. 조선민주주의인민공화국과는 1972년 수교하였다. 대한민국의 지원으로 세네갈의 농업 협력을 실시하였다.[13]
- 프랑스와의 관계 - 프랑스는 1960년까지 세네갈을 지배했던 나라였으며 프랑스-세네갈 양국간 공동방위 협정을 체결하였다.
- 중국과의 관계 - 2005년에 중화민국과 단교하고 중화인민공화국과 외교관계를 수립하였다.